# Nati nel 1178
| Questa pagina contiene informazioni ricavate automaticamente dalle voci biografiche con l'ausilio del template Bio e di un bot. L'aggiornamento è periodico e automatico e ricostruisce completamente la pagina. Se manca una persona in questa lista, sei pregato di non aggiungerla, ma accertati piuttosto che la sua voce biografica contenga il template Bio e che i dati anagrafici siano correttamente compilati. Se il template Bio manca, inseriscilo tu stesso o, in alternativa, metti l'avviso {{tmp\|Bio}} che ne segnala la mancanza. Se i dati riportati sono sbagliati, correggi direttamente la voce biografica; le modifiche saranno visibili in questa lista entro pochi giorni. Per chiarimenti vedi il progetto biografie. La lista contiene solo le 9 persone che sono citate nell'enciclopedia e per le quali è stato implementato correttamente il template Bio. Pagina aggiornata al 13 gen 2025. |

- 22 aprile - Sancha del Portogallo, badessa portoghese († 1229)
- 20 maggio - Tommaso I di Savoia, conte († 1233)
- 4 ottobre - Teresa del Portogallo, regina († 1250)
- 22 dicembre - Antoku, imperatore giapponese († 1185)
- Al-Ashraf Musa, Emiro di Damasco, sovrano († 1237)
- Elia da Cortona, francescano e politico italiano († 1253)
- Armand de Périgord, cavaliere medievale francese († 1245)
- Ugone I di Arborea, sovrano († 1211)
- Alam al-Din al-Hanafi, matematico, astronomo e ingegnere arabo († 1251)